# Saugsieb-Verstopfung
Unter Saugsieb-Verstopfung versteht man ein 1992 entdecktes Sicherheits-Problem in wassergekühlten Kernkraftwerken.

## Störfall
In jenem Jahr ereignete sich im schwedischen Kernkraftwerk Barsebäck folgender Störfall: Aufgrund einer technischen Störung öffnete sich ungewollt ein einzelnes Ventil, das normalerweise zur Druckentlastung des Reaktorsystems dient. Die längere Offenstellung führte zu einem gewissen Druckaufbau im Containment, was automatisch zwecks Druckabbau zur Aktivierung des Containment-Sprühsystems führte. Die mit dem offenen Ventil entstandenen Wasser-Strahlkräfte verursachten nun unerwartet die Ablösung von rund 200 Kilogramm konstruktiv an Rohrleitungen haftenden Isoliermaterialien. Diese wurden durch Transferrohre in die mit Wasser gefüllte sog. Kondensationskammer gespült und dort von den Wasser ansaugenden Pumpen des genannten Sprühsystems ebenfalls angesogen. Sie verklebten sich am Gitter, das die Ansaugöffnungen der Pumpen gegen Verstopfungen schützen sollte. Diese sog. Ansaugsiebe erwiesen sich jedoch als viel zu klein, um die angesogenen Materialien so zu stoppen, dass noch genügend freie Ansaugfläche für jede Pumpe verblieb. Die Pumpen konnten nur noch zu wenig oder kein Wasser mehr ansaugen, sie versagten den vorgesehenen Dienst. Dies hatte in Barsebäck allerdings keine negativen Folgen.

## Reaktionen
Weltweit gelangten die Fachgremien indes zum Schluss, dass sich dieses Problem bei einem ernsthafteren Notkühlfall in einer ungenügenden Kernkühlung und damit Kernschmelze manifestieren könnte. Man entschied sich weltweit meistenorts dazu, v. a. die Saugsiebe in den Sümpfen (Druckwasserreaktoren) respektive in den Kondensationskammern (Siedewasserreaktoren) massiv zu vergrößern und auch engmaschiger zu gestalten. 
Diese Umrüstungen geschahen ab den 1990er-Jahren und sind z. T. noch nicht abgeschlossen. Die Werke liefen also zuvor jahrzehntelang unbemerkt mit einem Mangel am Notkühlsystem, der sich bei einem größeren Leck am Reaktorsystem hätte verhängnisvoll auswirken können. Dass dieser Fall nie eintrat, deutet auf eine relativ gute vorsorgliche Qualitätskontrolle an der Metallurgie der Rohrleitungen hin.